# Burgruine Breitenegg
Die Burgruine Breitenegg ist die Ruine einer Spornburg auf einer nach Osten ins Laabertal vorspringenden Bergspitze im Breitenbrunner Ortsteil Breitenegg im Landkreis Neumarkt in der Oberpfalz. Die Anlage ist unter der Aktennummer D-3-73-115-35 als denkmalgeschütztes Baudenkmal von Breitenegg verzeichnet. Ebenso wird sie als Bodendenkmal unter der Aktennummer D-3-6935-0101 im Bayernatlas als „archäologische Befunde im Bereich der mittelalterlichen Burg und des frühneuzeitlichen Schlosses Breitenegg“ geführt.

## Geschichte
Die Burg wurde 1229 erstmals urkundlich erwähnt und auch um dieses Jahr von den Herren von Breitenbrunn erbaut. Von etwa 1247 bis 1289 war sie im Besitz Werners V. von Laaber, der 1275 urkundlich genannt wurde. Im März 1293 ist sie im Besitz von Graf Gebhard VII. von Hirschberg, der sie am 1. September 1302 an Hadamar II. von Laaber verkauft. Nach weiteren Besitzerwechseln wurde die Burg 1473 an die Brüder Martin und Ludwig von Wildenstein verkauft. Das Geschlecht ging um 1550 zum Protestantismus über und verlor in diesem Zuge die Herrschaft auf der Burg. Zwar formal noch römisch-deutsch, übernahmen aber faktisch aber die Wittelsbacher die Herrschaft über die Burg. 1624 belehnte Kaiser Ferdinand auf Wirken des Herzogs bzw. Kurfürsten Maximilian, nachdem er Johann T’Serclaes Tilly im Jahr zuvor zum Grafen erhoben hatte, denselben mit der Burg Breitenegg. Dessen Urenkelin Anna Maria verließ die Burg schließlich, als sie im Tal das Tilly-Schloss in Breitenbrunn erbaute.

## Baulichkeit

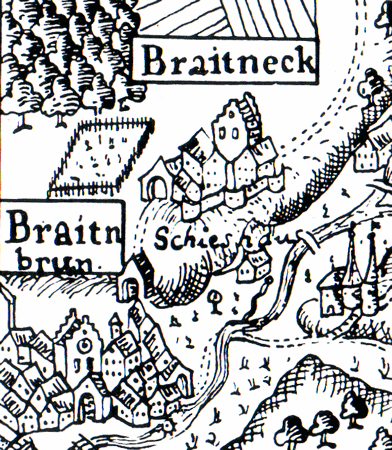
Historische Karte mit Breitenegg

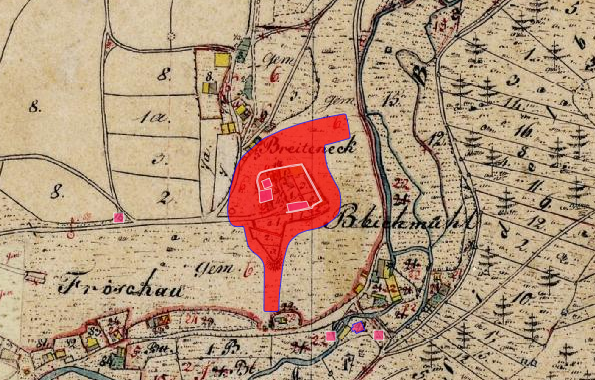
Lageplan der Burgruine Breitenegg auf dem Urkataster von Bayern

Die einstige Burganlage mit romanischem und gotischem Mauerbestand ist durch einen breiten Halsgraben vom Hinterland abgetrennt. Von ihr sind noch ein Teil des circa acht mal acht Meter messenden, 12 Meter hohen Bergfrieds und Teile der aus Buckelquader und Bruchstein errichteten Ringmauer erhalten.